# Carl Schlotthauer
Carl Schlotthauer (* 1803 in München) war ein deutscher Kunstmaler.

## Werdegang
Schlotthauer wurde anfangs von seinem Onkel, dem Maler Joseph Schlotthauer (1789–1869) unterrichtet. Später studierte er an der Münchner Akademie. Bei Reisen in das Hochgebirge und nach Tirol entstanden zahlreiche Landschaftsdarstellungen, die neben der Architekturmalerei prägend für sein Schaffen sind.
Er war als Professor für Zeichenkunst in Lindau (Bodensee) tätig.